# Din dragoste cu cele mai bune intenții
Din dragoste cu cele mai bune intentii è un film del 2011 diretto da Adrian Sitaru.

## Riconoscimenti
- 2011 - Festival di Locarno
  - Pardo d'Argento per la miglior regia